# Caribbean Blue
«Caribbean Blue» (с англ. — «Карибская синева») — сингл ирландской певицы Энии, выпущенный в качестве второго сингла с альбома Shepherd Moons. После выхода он достиг 8-го места в Irish Singles Chart и 13-го места в UK Singles Chart. В США он достиг 79-го места в чарте Billboard Hot 100 и 3-го места в чарте Billboard Modern Rock Tracks. Песня также заняла 12-е место в чарте Billboard Modern Rock Year-End.

## Критика
Ларри Флик из Billboard описал сингл как мечтательный и вызывающий воспоминания, многослойный и сложный. Дэвид Браун из Entertainment Weekly назвал его оптимистичным вальсом. Журнал Music & Media писал, что сингл такой же мечтательный, как и «Orinoco Flow».

## Чарты
| Чарт (1991—1992)                    | Высшая позиция |
| ----------------------------------- | -------------- |
| Австралия (ARIA)                    | 74             |
| Бельгия/Фландрия (Ultratop 50)      | 30             |
| Канада (RPM Top Singles)            | 32             |
| Канада (RPM Adult Contemporary)     | 10             |
| Европа (Eurochart Hot 100)          | 31             |
| Германия (GfK)                      | 50             |
| Ирландия (IRMA)                     | 8              |
| Нидерланды (Dutch Top 40)           | 21             |
| Нидерланды (Single Top 100)         | 37             |
| Новая Зеландия (Recorded Music NZ)  | 22             |
| Польша (LP3)                        | 5              |
| Швеция (Sverigetopplistan)          | 25             |
| Швейцария (Schweizer Hitparade)     | 32             |
| Великобритания (OCC UK Singles)     | 13             |
| США (Billboard Hot 100)             | 79             |
| США (Billboard Adult Contemporary)  | 29             |
| США (Billboard Alternative Airplay) | 3              |

| Чарт (1992)                         | Позиция |
| ----------------------------------- | ------- |
| США (Modern Rock Tracks, Billboard) | 12      |